# Робітниче селище імені Степана Разіна
імені Степана Разіна (рос. им. Степана Разина) — робітниче селище в Лукояновському районі Нижньогородської області Російської Федерації.
Населення становить 2289 осіб. Входить до складу муніципального утворення робітниче селище ім Степана Разіна.

## Історія
Від 2009 року входить до складу муніципального утворення робітниче селище ім Степана Разіна.

## Населення
| 2002  | 2008  | 2009  | 2010  | 2011  | 2012  | 2013  |
| ----- | ----- | ----- | ----- | ----- | ----- | ----- |
| 3177  | ↘2891 | ↘2865 | ↘2760 | ↗2762 | ↘2684 | ↘2580 |
| 2014  | 2015  | 2016  | 2017  |       |       |       |
| ↘2532 | ↘2484 | ↘2454 | ↘2443 |       |       |       |